# آمباتوهارانانا (آنوسیبه آنالا)
آمباتوهارانانا (به لاتین: Ambatoharanana) یک منطقهٔ مسکونی در ماداگاسکار است که در آلائوترا-مانگورو واقع شده‌است.